# Aphis liliophaga
Aphis liliophaga är en insektsart. Aphis liliophaga ingår i släktet Aphis och familjen långrörsbladlöss. Inga underarter finns listade i Catalogue of Life.